# Grupo Trigo
O Grupo Trigo é uma holding brasileira que controla as redes Gurumê,  China In Box, Koni Store, LeBonton e Spoleto, além de já ter administrado a rede Domino's no Brasil até 2018.
Em outubro de 2021, a empresa comprou as operações da TrendFoods (dona das marcas China In Box e Gendai), com a operação o grupo tem o tamanho de R$ 1,4 bilhão em vendas.